# (100791) 1998 FW75
(100791) 1998 FW75 es un asteroide perteneciente al cinturón de asteroides descubierto el 24 de marzo de 1998 por el equipo del Lincoln Near-Earth Asteroid Research desde el Laboratorio Lincoln, Socorro, Nuevo México, Estados Unidos.

## Designación y nombre
Designado provisionalmente como 1998 FW75.

## Características orbitales
1998 FW75 está situado a una distancia media del Sol de 2,322 ua, pudiendo alejarse hasta 2,880 ua y acercarse hasta 1,763 ua. Su excentricidad es 0,240 y la inclinación orbital 12,28 grados. Emplea 1292,57 días en completar una órbita alrededor del Sol.

## Características físicas
La magnitud absoluta de 1998 FW75 es 15,5. Tiene 2,361 km de diámetro y su albedo se estima en 0,162. 